# Leon Wetmański

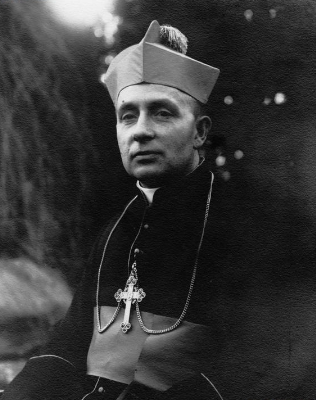

Leon Wetmański (* 10. April 1886 in Żuromin; † 10. Oktober oder 19. Oktober 1941 in Działdowo) war ein römisch-katholischer Weihbischof des Bistums Płock, der im KZ Soldau ums Leben kam. 1999 wurde er als einer der Polnischen Märtyrer des deutschen Besatzungsregimes 1939–1945 seliggesprochen.

## Leben
Am 23. Juni 1912 wurde Wetmański zum Priester geweiht, von 1912 bis 1918 studierte er an der Geistlichen Akademie in Sankt Petersburg. Die Bischofsweihe spendete ihm am 22. April 1928 in Płock der mittlerweile ebenfalls seliggesprochene Bischof Antoni Julian Nowowiejski. Sein Titularbistum war das Titularbistum Camachus. 
Am 7. März 1941 wurde er im KZ Soldau inhaftiert und war dort zusammen mit seinen Mithäftlingen in der 'Zelle Nr. 12' schweren körperlichen Schikanen und Erniedrigungen ausgesetzt. Während der Haft zelebrierte er im Geheimen weiterhin die Eucharistie. In einer deutschen behördlichen Veröffentlichung wurde als Todesursache ein 'Darmkatarrh und allgemeine Erschöpfung' angegeben, sein Todesdatum ist unklar.